# Scoparia pulverulentella
Scoparia pulverulentella là một loài bướm đêm trong họ Crambidae.